# Champagnolles
Champagnolles är en kommun i departementet Charente-Maritime i regionen Nouvelle-Aquitaine i västra Frankrike. Kommunen ligger  i kantonen Saint-Genis-de-Saintonge som ligger i arrondissementet Jonzac. År 2022 hade Champagnolles 687 invånare.

## Befolkningsutveckling
Antalet invånare i kommunen Champagnolles
Referens:INSEE